# Tiếng Ná-Meo
Tiếng Ná-Meo (hay còn gọi là  tiếng Na Miểu, tiếng Na Miẻo) là một ngôn ngữ của miền bắc Việt Nam, được nói bởi nhóm người Na Miẻo thuộc dân tộc H'Mông. Nguyễn Văn Thắng (2007) cho rằng tiếng Na Miểu có thể là ngôn ngữ gần gũi với tiếng Hmu nhất trong ngữ tộc H'Mông.

## Phân loại
Theo Andrew Hsiu (2015), tiếng Ná Meo có liên quan mật thiết nhất với phương ngữ Dung Thủy và Chân Miên của miền Nam Miêu Kiềm Đông (ISO 639-3 hms), được nói ở huyện tự trị dân tộc Miêu Dung Thủy, phía bắc tỉnh Quảng Tây, Trung Quốc. Điều này được chứng minh bằng sự thay đổi âm thanh H'mông-Miền nguyên thủy *-ɛŋ > Ná Meo-Guncen-Zhenmin nguyên thủy *-a.

## Phân bố
Các địa điểm sau đây được ghi nhận trong Ethnologue.
- Xã Khánh Long, huyện Tràng Định, tây bắc tỉnh Lạng Sơn
  - Khuổi Phủ Đạo
- Xã Cao Minh
- Ca Liec, huyện Thạch An, tỉnh Cao Bằng

Nguyễn Văn Thắng (2007: 31) ghi nhận các địa điểm bổ sung sau:
- Khuổi Giao, xã Cao Minh, huyện Tràng Định, tỉnh Lạng Sơn
- Cai Liệng, xã Thuỵ Hùng, huyện Thạch An, tỉnh Cao Bằng (tổ tiên từ Trung Quốc thông qua huyện Trùng Khánh)
- Xã Văn Vũ, huyện Na Rì, tỉnh Bắc Kạn
- Xã Kim Quan, huyện Yên Sơn, tỉnh Tuyên Quang (tổ tiên đến từ Vân Nam đến tỉnh Bắc Giang qua sông Hồng). Hsiu (2015) xác định ấp Khuân Hẻ là địa điểm nói tiếng Ná Meo duy nhất ở xã Kim Quan, tỉnh Tuyên Quang.

## Tham Khảo
1. ↑  Nordhoff, Sebastian; Hammarström, Harald; Forkel, Robert; Haspelmath, Martin, biên tập (2013). "Ná-Meo". Glottolog. Leipzig: Max Planck Institute for Evolutionary Anthropology.

- Hsiu, Andrew (2015). The classification of Na Meo, a Hmong-Mien language of Vietnam. Paper presented at SEALS 25, Chiang Mai, Thailand. doi:10.5281/zenodo.1127804
- Hsiu, Andrew (2017). Na Meo audio word list. Zenodo. doi:10.5281/zenodo.1122620
- Nguyễn Văn Thắng (2007). Ambiguity of Identity: The Mieu in North Vietnam. Chiang Mai: Silkworm Books.
- Nguyễn Anh Ngọc (1975). "Vài nét về nhóm Na Miểu". In, Ủy ban khoa học xã hội Việt Nam: Viện dân tộc học. Về vấn đề xác định thánh phần các dân tộc thiểu số ở miền bắc Việt Nam, 377-388. Hà Nội: Nhà xuất bản khoa học xã hội.